# Gircourt-lès-Viéville
Gircourt-lès-Viéville é uma comuna francesa na região administrativa do Grande Leste, no departamento de Vosges. Estende-se por uma área de 8.44 km². Em 2010 a comuna tinha 190 habitantes (densidade: 22,5 hab./km²).